# Pseudochaetona polita
Pseudochaetona polita là một loài ruồi trong họ Tachinidae.